# Андрийчук, Григорий Антонович
Григо́рий Анто́нович Андрийчу́к (1879—1917) — член Государственной думы 3-го и 4-го созывов от Подольской губернии, крестьянин.

## Биография

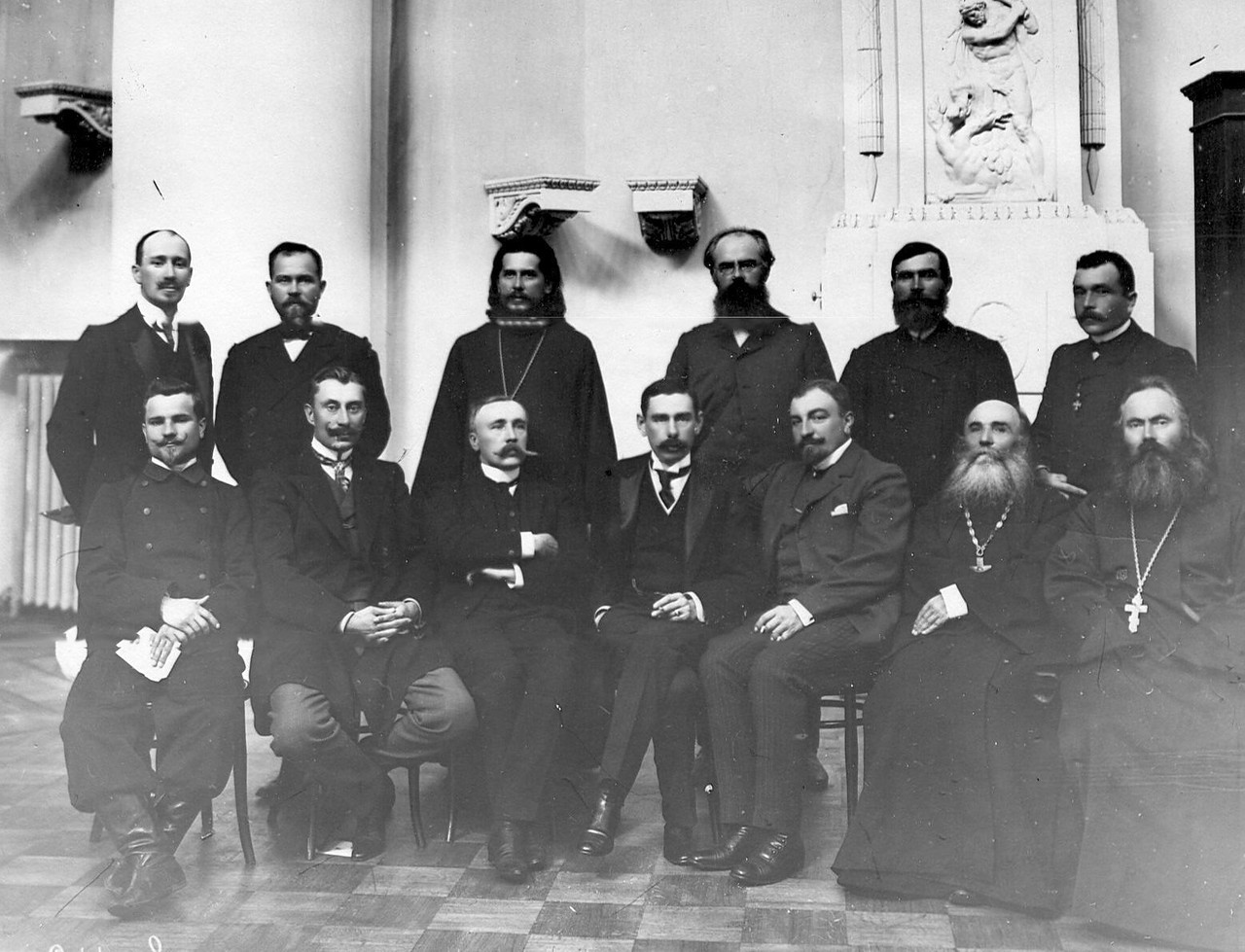
Депутаты Государственной думы Российской империи III созыва, от Подольской губернии. Сидят: Андрийчук Г. А., Потоцкий А. А., Червинский Г. Е., Балашёв П. Н., Гижицкий А. С., Маньковский Г. Т., Сендерко М. И.; стоят: Чихачёв Д. Н., Пахальчак В. К., Подольский В. И., Балаклеев И. И., Николенко П. Е., Галущак С. О.

Православный, крестьянин села Женишковцы Летичевского уезда.
Окончил церковно-приходскую школу. Отбывал воинскую повинность, был ратником ополчения 2-го разряда призыва 1901.
Владел 20 десятинами земли (не считая надельной), занимался хлебопашеством. До избрания в Думу состоял членом Летичевской уездной земской управы, шесть лет служил волостным писарем.
В 1907 году был избран членом III Государственной думы от Подольской губернии. Входил во фракцию умеренно-правых, с 3-й сессии — в русскую национальную фракцию. Состоял членом комиссий: земельной, по местному самоуправлению, по запросам, по направлению законодательных предположений. Был членом Всероссийского национального союза.
На выборах в IV Государственную думу состоял выборщиком по Летичевскому уезду от съезда землевладельцев. В 1916 году на дополнительных выборах был избран на место И. И. Авчинникова. Входил во фракцию русских националистов и умеренно-правых (ФНУП).
Во время Февральской революции уехал в родное село. Основал школу. 15 марта 1917 года несколько жителей местечка Деражни обратились с жалобой, указывая, что Андрийчук как член Летичевской уездной управы «агитирует среди крестьян против нового правительства».
Был арестован и по дороге в райцентр убит. Был женат, имел четырех детей.